# Ratiševina
Ratiševina (en serbe cyrillique: Ратишевина) est un village du sud-ouest du Monténégro, dans la municipalité de Herceg Novi.

## Démographie

### Évolution historique de la population[1]
| 1948 | 1953 | 1961 | 1971 | 1981 | 1991 | 2003 |
| ---- | ---- | ---- | ---- | ---- | ---- | ---- |
| 149  | 149  | 107  | 100  | 68   | 49   | 138  |